# Psylla eastopi
Psylla eastopi är en insektsart som beskrevs av Mathur 1975. Psylla eastopi ingår i släktet Psylla och familjen rundbladloppor. Inga underarter finns listade i Catalogue of Life.